# Андрея Долапчиев
Андрея Георгиев Долапчиев е български революционер, деец на Вътрешната македоно-одринска революционна организация.

## Биография
Андрея Долапчиев е роден в 1881 година в лозенградското село Пирок, тогава в Османската империя. Присъединява се към ВМОРО в 1902 година от Лазар Маджаров и влиза в четата му. Сражава се с войска при Пазлака, Пирошко землище, а след това на 15 май в Кукурданския бой в землището на Ковачево, къдато загиват помощник-войводата Иванчо Стойков от Ениджия и четникът дядо Яни Събев от Яна, а четникът Вълчо Петков е ранен. С четата на Маджаров участва и в последвалото през лятото Илинденско-Преображенско въстание. След въстанието четата превежда през границата много българи, бягащи от жестокостите на османците. На 27 май минава с останалите четници границата при Текенджа.
На 29 април 1943 година, като жител на Бургас, подава молба за българска народна пенсия, която е одобрена и отпусната от Министерския съвет на Царство България.